# Scotopteryx duponti
Scotopteryx duponti là một loài bướm đêm trong họ Geometridae.